# BEST OF A.B.C-Z
『BEST OF A.B.C-Z』（ベスト オブ エービーシーズィー）は、A.B.C-Zの1作目のベスト・アルバム。2022年2月1日にポニーキャニオンから発売。

## 概要
A.B.C-Zのキャリア初となるベストアルバム。なお、発売日の2022年2月1日はデビュー10周年記念日である。
プロモーション
2021年2月1日にデビュー10周年に向けた新プロジェクト「Z PROJECT」の始動がYouTubeの特報動画で発表された。この動画の中で、2022年にキャリア初のベストアルバムをリリースすることが発表された。
10月20日に「特報第一弾」の動画がポニーキャニオン公式YouTubeに投稿された。この日は「A.B.C-Z 2021 But FanKey Tour」のツアー最終日であった。また、この日から11月12日までポニーキャニオンのA.B.C-Z公式ホームページにてベストアルバムに収録される楽曲のための楽曲投票が行われた。投票結果は12月21日放送のラジオ『A.B.C-Z 今夜はJ's 倶楽部』でファンセレクト盤に収録される楽曲とファン投票人気TOP3として発表された。
11月16日に新曲「火花アディクション」のミュージックビデオのティザー映像が公開され、ミュージックビデオ本編は23日21時にYouTubeでプレミア公開された。同時に本作のタイトルや発売日、販売形態などの詳細が発表された。
本作の発売に合わせて、タワーレコードの企画「NO MUSIC, NO IDOL?」にA.B.C-Zが登場。同年に発売されたシングル『Nothin' but funky』、『夏と君のうた』に続いて3回目となる。全店でのポスター掲示とタワーレコード限定の3形態同時予約購入特典が用意される。
新曲「火花アディクション」はメンバーの戸塚祥太が高田夏帆とW主演する2021年10月スタートのMBS・TBS系ドラマイズム『凛子さんはシてみたい』のOP主題歌である。2019年にLiSA「紅蓮華」の作曲を手掛け話題となった草野華余子が作詞・作曲を担当。草野がドラマのために書き下ろした。女性目線の歌詞とクールなメロディで、艶っぽくて格好良い仕上がりになっている。草野がジャニーズに楽曲提供するのは同曲が初となる。編曲は堀江晶太。
11月9日放送の『A.B.C-Z 今夜はJ's 倶楽部』で初オンエアされ、12月8日放送の『2021 FNS歌謡祭』ではテレビ初披露された。
2022年1月4日、ベストアルバム特報第一弾で「あの曲を再録」と触れられ、それまで「???」と伏せられてきた楽曲が「Vanilla」であったことがMV解禁とともに明らかにされた。「Vanilla」は2008年に制作され、A.B.C-Zのデビュー前から長年愛されてきた楽曲である。また、数多くのジャニーズJr.によっても披露されており、ジャニーズファンにはお馴染みの楽曲となっている。10周年イヤーに突入することを記念し、初めて同曲のMVが制作された。
清塚信也が作曲を担当した新曲「Begin again」は1月11日放送の『A.B.C-Z 今夜はJ's 倶楽部』で初オンエアされ、15日放送の『清塚信也 Ｘタイム ラジオ』では初フルOAされた。
本作の発売に伴い、対象店舗における「A.B.C-Z10周年記念タブロイド新聞」の設置や東京駅への47都道府県パネルの掲出、サンケイスポーツに10周年を祝う全面広告の掲載などのプロモーションが行われた。
パフォーマンス
新曲「火花アディクション」の振付はメンバーの五関晃一が担当。ポニーキャニオンから間奏に目玉となるようなものを入れてほしい、というリクエストがあり、床に寝そべった河合に上から戸塚がドンする技（通称：とつドン）が披露されている。この技は五関がドラマの原作コミックを読み、考えたものである。そのため、どうしても戸塚にやってもらいたかったという。
制作
2021年4月16日放送『CDTVライブ!ライブ!』内の企画でA.B.C-Zが五関の振付で「紅蓮華」の踊ってみた動画に挑戦し、Twitterで話題になってたことがきっかけで草野にオファーが届き、「火花アディクション」が制作された。偶然にも草野はドラマの原作コミックを1巻が発売されたときから購入しており、目を離させなくて瞬きができなくなるシーンが印象的だったことから熱視線同士がぶつかった瞬間を描こうと当初のタイトル案は「火花」であった。しかし、もっとディープな作品であったため中毒という意味を追加し「火花アディクション」となった。ポニーキャニオンからは歌詞について「女性目線で」という指定があったという。
販売形態
初回盤A（3CD＋2Blu-ray）、初回盤A（3CD＋2DVD）、初回盤B（3CD＋Blu-ray）、初回盤B（3CD＋DVD）、初回盤C（3CD＋Blu-ray）、初回盤C（3CD＋DVD）、通常盤Z（3CD）で発売。
初回限定盤AはMusic Collectionとなっており、新曲「火花アディクション」を含めた全てのMusic ClipをBlu-ray化。またDance Clipも収録されている。初回限定盤BはVariety Collectionで過去のバラエティ映像などの傑作選が特典映像として収録。CDには各メンバーのソロ新曲が収録される。初回限定盤CはHIBANA EDITIONで「火花アディクション」のMVとMVのメイキング映像を収録。また初回限定盤Cは全国のローソン店頭Loppi端末、HMV（EC・店舗）限定販売の「Loppi・HMV限定盤」となっている。通常盤Zには清塚信也提供の新曲も収録される。

## 収録内容
※新曲・CD初収録曲を除く収録曲の詳細は各ページを参照。

### CD

#### Disc1
1. Za ABC〜5stars〜
  - 1stDVDシングル
2. ずっとLOVE
  - 2ndDVDシングル
3. Twinkle Twinkle A.B.C-Z
  - 3rdDVDシングル
4. Walking on Clouds
  - 4thDVDシングル
5. Never My Love
  - 5thDVDシングル
6. Legend Story
  - 6thDVDシングル
7. SPACE TRAVELERS
  - 7thDVDシングル

シングルバージョンアルバム初収録[36]。
8. 花言葉
  - 8thDVDシングル
9. Begin again
作詞：松井五郎、作曲：清塚信也、編曲：船山基紀
通常盤Zのみ収録。
10. Vanilla
  - 4thDVDシングルCD付き初回限定盤Special CD収録曲の再録バージョン[19]
  - 岩手めんこいテレビ『8っぴーサタデー』2022年3月19日放送分エンディングテーマ[37]
11. 火花アディクション［4:23］
作詞・作曲：草野華余子、編曲：堀江晶太
  - 戸塚祥太主演 MBS・TBS系ドラマイズム『凛子さんはシてみたい』OP主題歌[15]
  - 岩手めんこいテレビ『8っぴーサタデー』2022年1月度[38]、2022年3月26日放送分エンディングテーマ[39]
12. You...［6:07］
作詞・作曲：堂本剛、編曲：堂本剛・十川ともじ・Gakushi

#### Disc2
1. Moonlight walker
  - 1stCDシングル
2. Take a "5" Train
  - 2ndCDシングル
3. Reboot!!!
  - 3rdCDシングル
4. 終電を超えて 〜Christmas Night
  - 4thCDシングルの1曲目
5. 忘年会!BOU!NEN!KAI!
  - 4thCDシングルの2曲目
6. JOYしたいキモチ
  - 5thCDシングル
7. Black Sugar
  - 6thCDシングル
8. DAN DAN Dance!!
  - 7thCDシングル
9. チートタイム
  - 8thCDシングル
10. 頑張れ、友よ!
  - 9thCDシングル
11. Nothin' but funky
  - 10thCDシングル
  - 岩手めんこいテレビ『サタデーファンキーズ』番組テーマソング[40]
12. 夏と君のうた
  - 11thCDシングル

#### Disc3
ソロ曲は初回限定盤Bのみ収録。
1. 幸あれ
  - 6thアルバム「Going with Zephyr」収録曲
2. Smiling Again
  - 1stCDシングル初回限定盤A・通常盤カップリング
3. 砂のグラス
  - ファン投票第1位楽曲[41]
  - 1stDVDシングルカップリング
4. ボクラ 〜LOVE&PEACE〜
  - 2ndDVDシングルカップリング
5. Fantastic Ride
  - 3rdアルバム「ABC STAR LINE」収録曲
6. Lily-White
  - ファン投票第3位楽曲[42]
  - 4thアルバム「5 Performer-Z」通常盤ボーナストラック
7. Shower Gate
  - 2ndアルバム「A.B.Sea Market」リードトラック
8. Crazy Accel
  - 3rdDVDシングルCD付き初回限定盤Special CD収録曲
9. サポーターズ!
  - ファン投票第2位楽曲[43]
  - 4thCDシングル通常盤カップリング
10. 灯
  - 10thCDシングル通常盤カップリング
11. Calling me［3:57］- 橋本良亮
作詞：Yui Mugino、作曲：AILI・和田昌哉、編曲：AILI
12. 星が光っていると思っていた［4:29］- 戸塚祥太
作詞：戸塚祥太、作曲：戸塚祥太・清水哲平、編曲：清水哲平
13. 君の優しさ VS 僕の愛情［5:17］- 河合郁人
作詞・作曲：つんく、編曲：平田祥一郎
14. story of us［3:46］- 五関晃一
作詞・作曲：DAIGO、編曲：生田真心
15. S.J.G.［4:53］- 塚田僚一
作詞：ウルトラ寿司ふぁいやー・しょーりん・塚田僚一、作曲：加部輝、編曲：ウルトラ寿司ふぁいやー
タイトルは歌詞の中の「、、、Solo Jyanakute Gomennasai 笑」（ソロじゃなくてごめんなさい）の略[21]。

### DVD・Blu-ray
※DVD盤とBlu-ray盤は同内容。

#### 初回限定盤A -Music Collection-

##### Disc1
※下記曲のMusic Clipを収録。
1. Za ABC 〜5stars〜
2. ずっとLOVE
3. Twinkle Twinkle A.B.C-Z
4. Walking on Clouds
5. Never My Love
6. Legend Story
7. SPACE TRAVELERS
8. Shower Gate
9. Moonlight walker
10. 花言葉
11. Take a "5" Train
12. 今日もグッジョブ!!!
13. Reboot!!!
14. テレパシーOne! Two!
15. 忘年会!BOU!NEN!KAI!
16. 終電を超えて 〜Christmas Night
17. Future Light
18. Rock with U
19. JOYしたいキモチ
20. Black Sugar
21. Crush On You
22. リンネ
23. DAN DAN Dance!!
24. チートタイム
25. GAME OVER!!!
26. 頑張れ、友よ!
27. Nothin' but funky
28. 夏と君のうた
29. 火花アディクション
30. Vanilla

##### Disc2
※「光」を除き、下記曲のDance Clipを収録。
1. 砂のグラス
2. ボクラ 〜LOVE&PEACE〜
3. Desperado
4. My life
5. Like A Blow
6. Never My Love
7. 僕らのこたえ 〜Here We Go〜
8. Finally Over
9. Black Sugar
10. Crush On You
11. 光（Special Image Clip 〜僕たちと君のアンセム〜）
12. テレパシーOne! Two!
13. GAME OVER!!!
14. 頑張れ、友よ!
15. Nothin' but funky
16. 火花アディクション
17. Vanilla

#### 初回限定盤B -Variety Collection-
1. 10年分のバラエティ映像★傑作選鑑賞会 〜これがもう一つのA.B.C-Zの歴史だ！〜（約60分）

#### 初回限定盤C -＠Loppi・HMV限定盤 〜HIBANA EDITION〜-
1. 「火花アディクション」Music Clip
2. Making of「火花アディクション」

## 特典・仕様
3形態同時予約購入先着特典
- 「5☆すたぁ〜ず」ラバーキーホルダー（初回限定盤A、初回限定盤B、通常盤Zの3形態を同時に予約で対象。Loppi、HMV・HMV＆BOOKSで予約の場合は全4形態からいずれかの3形態の購入が対象。）

タワーレコード限定3形態同時予約購入先着特典
- NO MUSIC, NO IDOL?歴代ビジュアルクリアファイル（3種類）
  - NO MUSIC, NO IDOL?ポスター「Nothin’ but funky」Ver
  - NO MUSIC, NO IDOL?ポスター「夏と君のうた」Ver
  - 新ビジュアル

購入者先着特典
- 歴代ポスター絵柄カードセット Ver.1（初回限定盤A）
- 歴代ポスター絵柄カードセット Ver.2（初回限定盤B）
- 歴代ポスター絵柄カードセット Ver.3（通常盤Z）

ABC座 ジャニーズ伝説2021 at IMPERIAL THEATRE上演記念オンライン予約キャンペーン特典
- BEST OF A.B.C-Zメモリアル ポストカードセット
  - メンバー集合1枚、各メンバーのソロカット1枚の2枚セット

A.B.C-Z 10th Anniversary Tour 2022 ABCXYZ 開催記念キャンペーン特典
- BEST OF A.B.C-Z告知ポスター（B3サイズ）（初回限定盤A、初回限定盤B、通常盤Z）

封入特典
- えびの10周年スペシャルキャンペーンカード（初回限定盤A、初回限定盤B、通常盤Z初回、初回限定盤C）

キャンペーンカードに記載されたシリアルコードを使用して「えびの10周年★感謝の金・銀キャンペーン」に参加可能。
- 金賞：10年間振り返りファンミーティング〜俺たちとみんなでA.B.C-Z〜（配信&会場招待）
- 銀賞：「Vanilla」MVメイキング＋ジャケット撮影メイキング映像（ストリーミング視聴）&「５☆すたぁ〜ず」スマホリング抽選プレゼント

- えびの10周年スペシャルフォトブック（初回限定盤A）
- えびの10周年メンバーソロチェンジングジャケット5セット（通常盤Z初回封入）

仕様
- 豪華スリーブケース（初回限定盤A）
- 火花アディクション衣装撮り下ろしジャケット（初回限定盤C）
- ピクチャーレーベル（通常盤Z初回プレス）

## チャート成績
2022年2月14日付「オリコン週間アルバムランキング」で初登場1位を獲得。初週売上5.4万枚は2015年発売の『A.B.Sea Market』の4.8万枚を上回る自己最高記録であり、1位獲得も同アルバムから6年9か月ぶり、通算2作目となる。